# گمینا کژچونوو
گمینا کژچونوو (به لهستانی:  Gmina Krzczonów) یک گمینا در لهستان است که در شهرستان لوبلین واقع شده‌است. گمینا کژچونوو ۱۲۸٫۱۵ کیلومتر مربع مساحت و ۴٬۶۵۰ نفر جمعیت دارد.